# 森又七郎
森 又七郎（もり またしちろう、1849年3月4日（嘉永2年2月10日） - 1925年（大正14年）5月29日）は、日本海軍の軍人。最終階級は海軍少将。

## 経歴
本籍東京府。1870年10月2日（明治3年9月8日）、海軍兵学寮（1期）に入る。1期生は、森と平山藤次郎の2人だけだった。1873年（明治6年）11月、海軍少尉補に任官し「乾行」乗組海兵寮出勤となる。1874年（明治7年）10月、海軍少尉任官。
1876年（明治9年）2月、「龍驤」乗組となり西南戦争に参加。1885年（明治18年）6月、海軍少佐に昇進。1886年（明治19年）1月、長浦水雷武庫主事に就任し、海軍兵学校勤務、海兵編修長、海兵水雷術教授長を歴任。1887年（明治20年）3月、「春日」艦長に就任。1889年（明治22年）4月、「筑紫」艦長心得となり、同年8月、海軍大佐に進級し「筑紫」艦長に就任。
1890年（明治23年）5月、「迅鯨」艦長に転じ、「比叡」艦長（豪州回航）、横須賀鎮守府海兵団長、「迅鯨」艦長、水雷術練習所長を歴任。1894年（明治27年）7月、「山城丸」艦長に就任し日清戦争に出征。さらに「近江丸」艦長、呉知港事を務める。
1895年（明治28年）7月、呉鎮守府予備艦部長兼呉知港事となり、呉水雷団長、兼呉鎮守府軍港部長を歴任。1898年（明治31年）8月に待命となり、同月、海軍少将に進み予備役編入。同月、港務局長兼横浜港務局長に就任。1902年（明治35年）4月、神奈川県港務長に就任し、同年7月、依願免官となった。1907年（明治40年）7月28日に後備役となる。1912年（明治45年）7月29日（大正改元の前日）に退役した。
1925年、死去。

## 栄典・授章・授賞
位階
- 1885年（明治18年）9月16日 - 従六位[3]
- 1891年（明治24年）12月16日 - 従五位[4]
- 1897年（明治30年）3月1日 - 正五位[5]
- 1925年（大正14年）5月29日 - 従四位[6]

勲章等
- 1887年（明治20年）5月27日 - 勲六等単光旭日章[7]
- 1892年（明治25年）5月28日 - 勲五等瑞宝章[8]
- 1895年（明治28年）11月18日 - 明治二十七八年従軍記章[9]
- 1896年（明治29年）5月26日 - 勲四等瑞宝章[10]